# Тактика контроля повреждений
Хирургическая тактика «Damage Control» или тактика «Контроля повреждений» ([Р. А. Шапошников] и соавт.) — современная хирургическая тактика, направленная на минимизацию объёма хирургического вмешательства у группы тяжело травмированных пациентов и выполнением отсроченного окончательного вмешательства по стабилизации состояния.
В 1993 году M. F. Rotondo и C. W. Schwab сформулировали основные положения новой хирургической тактики, обозначенной ими термином «damage control», который был взят из технического лексикона. В смысловом отношении, этот термин определяется как «предотвращение развития неблагоприятных исходов».
Согласно их представлениям, первый этап включает в себя проведение экстренного оперативного пособия с целью остановки продолжающегося кровотечения любым простым и надежным способом и устранения источника инфицирования брюшной полости (при перитоните) с последующим временным закрытием брюшной полости без натяжения с целью профилактики развития синдрома интраабдоминальной гипертензии (abdominal compartment syndrome — ACS).
Вторым этапом проводится комплексная противошоковая терапия в условиях реанимационного отделения с целью восстановления физиологических процессов организма.
Третий этап, начало которого соответствует сроку 24—72 часа после первичной лапаротомии, подразумевает проведение «окончательного» оперативного пособия, состоящего, как правило, из удаления гемостатических тампонов, выполнения реконструктивных действий в необходимом объёме и последующего ушивания брюшной стенки.
Этими авторами и их последователями была продемонстрирована высокая эффективность этой хирургической тактики, позволяющей значительно снизить послеоперационную летальность.
Тактика «контроля повреждений» получила широкое распространение в мировой хирургической практике за рубежом. Хотя применение некоторых элементов тактики «контроля повреждений» нашло своё отражение в опыте наших хирургов во время Великой Отечественной войны, а первая операция в России с использованием аналогичной тактики при тяжелой травме живота была выполнена ещё в 1987 году, все же, это направление до сих пор не получило широкого одобрения и применения в нашей стране. Полагают, что это связано со стереотипами мышления хирургических бригад при принятии решений в операционной, когда «по старинке» считается «правильным» выполнение полной и окончательной композиции оперативного вмешательства.
В России на 2009 год были выполнены лишь 3 научных исследования в данной области. Основными научными разработками тактики «Контроля повреждения» являются работы: Колтовича А. П. (ГВКГ ВВ МВД РФ), Багдасаровой Е. А. (ГБУЗ «ГКБ им. С. С. Юдина ДЗМ»), Шапошникова Р. А. (ГБУЗ «ГКБ им. А. К. Ерамишанцева ДЗМ»).
Врачом-хирургом ГБУЗ «ГКБ им. А. К. Ерамишанцева ДЗМ» Р. А. Шапошниковым в рамках написания диссертации на соискание ученой степени кандидата медицинских наук проведена огромная работа по структуризации и оптимизации тактики «Damage Control», которая в конечном итоге была адаптирована под современные условия оказания ургентной хирургической помощи.